# Poecilopsis hunii
Poecilopsis hunii là một loài bướm đêm trong họ Geometridae.